# Филарх
Филарх (грчки: φύλαρχος, латински: phylarchus) је грчка титула у значењу "владар над племенима", од речи фила, "племе" + археин "владати".
У класичној Атини, филарх је био изабран за команданта коњице за које је људство обезбеђивано из сваког од десет градских племена.
У познијем Римскоом Царству од 4. до 7. века, титула је дата водећим кнезовима арапских савезника Царства на Истоку (у суштини еквивалентан "шеик"), како за оне који су се населили у царства и тако и за оне ван њега. Од 530. до око 585., појединачни филарси били потчињени врховном филарху из Гасанидске династије.